# Bjelovarsko kazalište
Bjelovarsko kazalište osnovano je 28. listopada 1997. godine. Time je samo nastavljen kontinuitet kazališnoga rada u gradu Bjelovaru. 

## Povijest
Gradsko narodno kazalište Bjelovar je osnovano 1943. kao Kazališna družina bjelovarskoga Okružnoga narodnooslobodilačkoga odbora koji je do 1945. djelovao u Mičetincu, Đurđevcu, Mađarskoj, te na područjima virovitičkoga i somborskoga kotarskoga NOO. Pred kraj 1944. družina je imala 20 članova. Od 1945. do 1947. djeluje kao Okružno narodno kazalište Bjelovar, a od 1947. do 1959. kao Gradsko narodno kazalište Bjelovar. Zadnje arhivsko gradivo koje je nastalo radom Gradska narodnoga kazališta u Bjelovaru potječe iz 1962. godine.
Skupina bjelovarskih zaljubljenika tijekom 1997. godine odlučila je osnovati udrugu koja bi se bavila razvojem kazališne umjetnosti kako u Bjelovaru, tako i na području županije. 
Na osnivačkoj skupštini, spomenutog 28. listopada 1997. godine, okupljenih dvadesetak Bjelovarčana podržalo je program rada u kojem je na prvom mjestu bilo osnivanje kazališnog ansambla i održavanje kazališnih radionica, a potom i pripremanje vlastitih programa, od recitala do kazališnih predstava sa svojim glumcima, ali i uz suradnju s profesionalnim glumcima i redateljima izvan Bjelovara.
Na Međunarodni dan kazališta, 28. ožujka 1998. godine, izvedena je prva predstava - "Žurim, dolazi mi moja maserka". Bila je to praizvedba teksta Lydie Scheuermann Hodak u režiji Vlatka Dulića.
Prvih pet godina Bjelovarsko kazalište je mijenjalo mnoge adrese, a 2003. godine od Grada Bjelovara je dobiven (na porabu) zapušteni i gotovo uništen podrumski prostor atomskoga skloništa, bivšega disco kluba "H8", na Trgu E. Kvaternika 7a. Prostor je u prvo vrijeme uređen zahvaljujući vlastitomu radu članova kazališta, a kasnije tijekom 2005. i 2006. godine i novčanim potporama grada i Ministarstva kulture, te prilagođen scensko-kazališnoj djelatnosti. U novouređenom kazalištu stotinjak kazališnih zaljubljenika igraju predstave podijeljeni u 4 dobne skupine: djeca od 1. do 4. razreda, djeca od 4. do 8. razreda, srednjoškolci i odrasli.
U 13 godina djelovanja premijerno je izvedeno i 13 predstava za djecu te mnogobrojne njihove izvedbe. "Zima, zimica", tekst i glazba M. Medak, "Lahorka" u režiji Ornele Milaj. Margareta Fabičević je režirala predstave: "Plava boja snjega", "Miševi i mačke naglavačke", "Vila Šašavica", "Današnji Ivica i Marica", "Moja prijateljica Crvenkapica", "Raspjevani vuk i tri praščića", "Mali princ i izgubljeno pile", "Vila Topolka", "Zaljubljene vještice", "Krtić Emil", "Grozdana na zrnu papra", a slijedi i premijera predstave "Mišići zubovilići". Marko Dragičević sa srednjoškolskom grupom uvježbao je i pripremio predstavu "Lektira pred sudom".
Bjelovarsko kazalište sudjelovalo je u realizaciji gotovo svih scenskih prikaza "Terezijane", organiziralo i izvodilo književne večeri, kazivanje poezije. Surađivalo se s mnogim udrugama i institucijama u organiziranju i izvođenju kulturno-umjetničkih programa. U okviru Studija za mlade, pokrenut je program za djecu "MIK" (Moje igralište je kazalište).
Desetogodišnjicu postojanja proslavljena je praizvedbom predstave "Iluzija iza kulisa", mlade dramaturginje Marijane Nola. Glumačka postava nekoliko generacija Bjelovarskoga kazališta, uz redateljsku pomoć Nine Kleflin i Ivane Peroš, izvela je premijeru "Iluzije iza kulisa" na BOK-a 2008. godine. Osim bjelovarskih kazalištaraca, u predstavi glume i: Asja Jovanović, Ana Maras, Damir Šaban, Goran Navojec i Vlatko Dulić.
Ukupno je praizvedeno 15 predstava za odrasle: "Žurim, dolazi mi moja maserka", "Miš u brašnu", "Blagovaonica", "Norman", "Olga i Lina", "Drž'te lopova", "Svom snagom nikuda", "Sratnik", "Putovanje u plavo", "Kukci", "Došljak", "Lektira pred sudom", "Iluzija iza kulisa", "Razvalit' ću te po njušci", "Soba 101 s pogledom na mrtvačnicu" i "Tartuffe".

## Vanjska poveznica
- Službena stranica Bjelovarskoga kazališta